# جون ديلي
جون ديلي (بالإنجليزية: John Dailey)‏ هو سياسي أمريكي، ولد في 17 أبريل 1867 في بيوريا في الولايات المتحدة، وتوفي في 5 يوليو 1929. حزبياً، نشط في الحزب الجمهوري. وقد انتخب عضو مجلس نواب إلينوي.